# 手向村
手向村（とうげむら）は山形県東田川郡にあった村。現在の鶴岡市手向にあたる。

## 地理
- 山：羽黒山

## 歴史
- 1889年（明治22年）4月1日 - 町村制の施行により、近世以来の手向村が単独で自治体を形成。
- 1955年（昭和30年）2月1日 - 広瀬村・泉村と合併して羽黒町が発足。同日手向村廃止。